# Max Slevogt
Max Slevogt fue un pintor alemán del impresionismo que se especializó en paisajes. Nació el 8 de octubre de 1868 en Landshut, Alemania y murió el 20 de septiembre de 1932 en Leinsweiler-Neukastel/Pfalz en el Palatinado Renano, Alemania.
Slevogt mantuvo una posición única en el campo de la pintura de paisajes. Junto a Lovis Corinth y Max Liebermann fue uno de los últimos representantes del estilo Freilichtmalerei.